# ジェノヴェーゼ一家

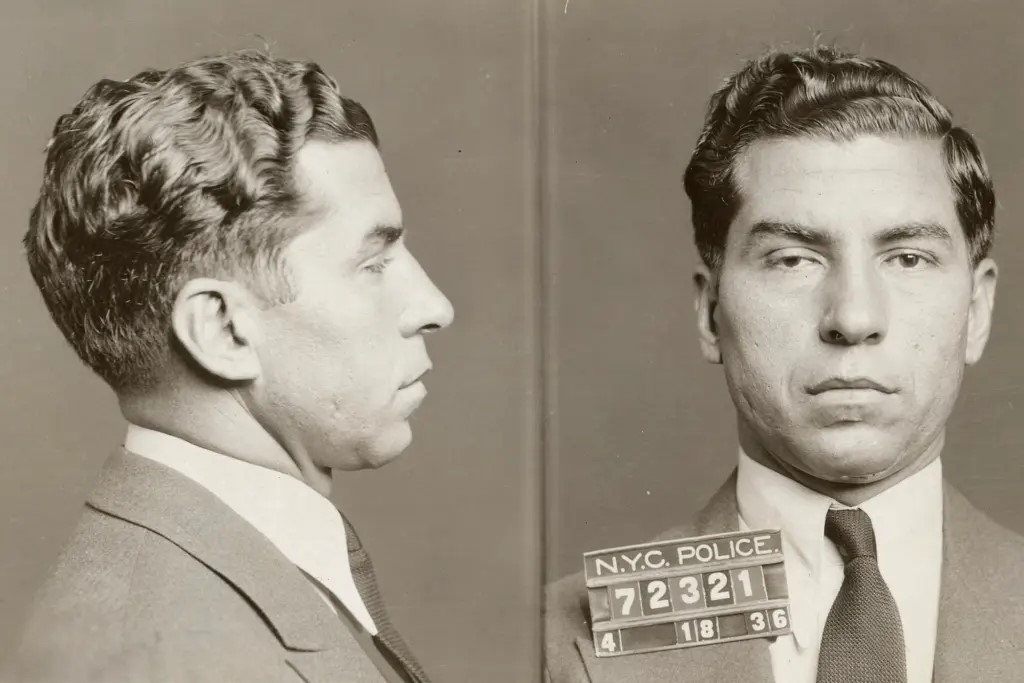
初代ボスのラッキー・ルチアーノ

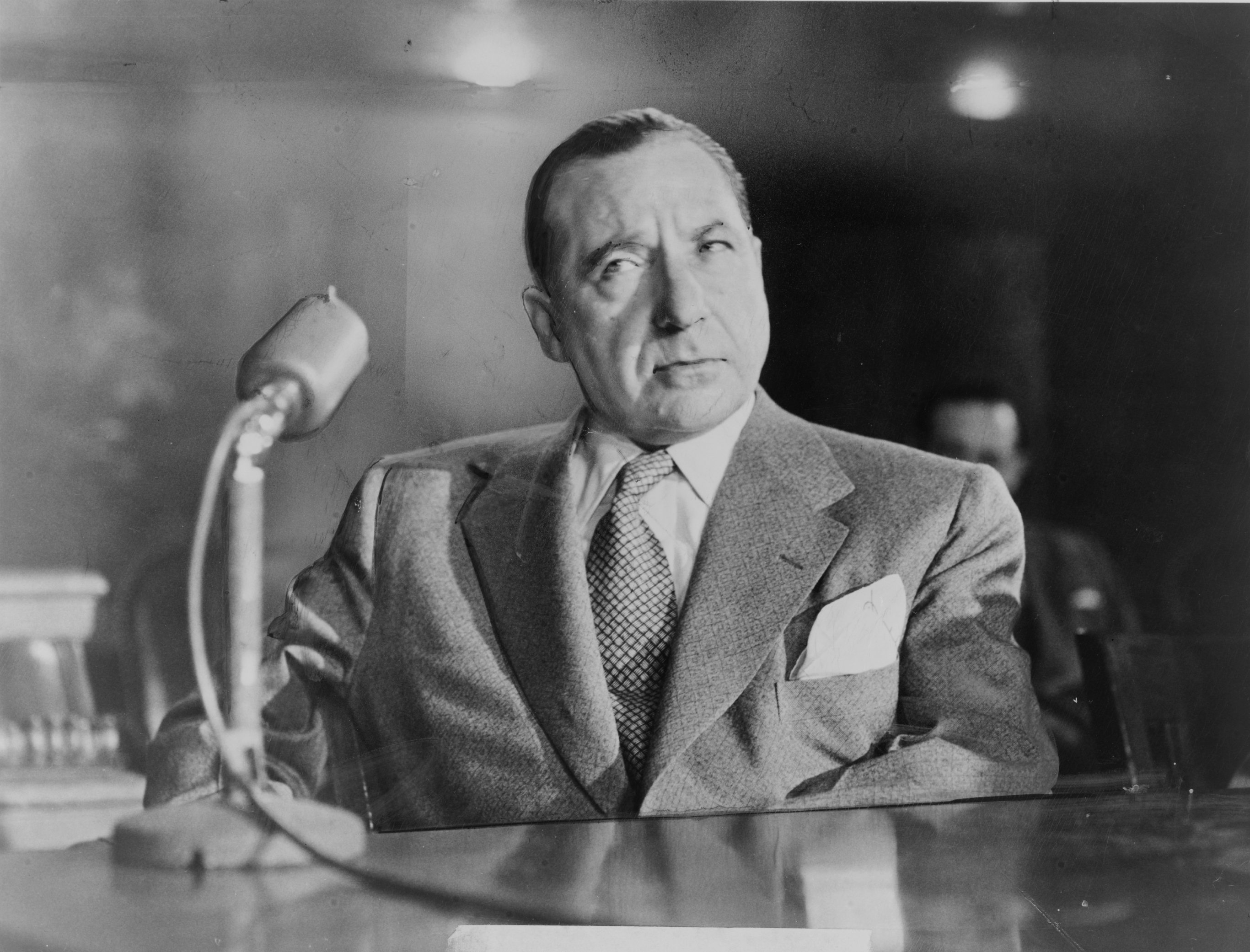
ルチアーノの国外追放後にボスとなったフランク・コステロ。ジェノヴェーゼとの内紛の後、1957年にボスの座を譲る。

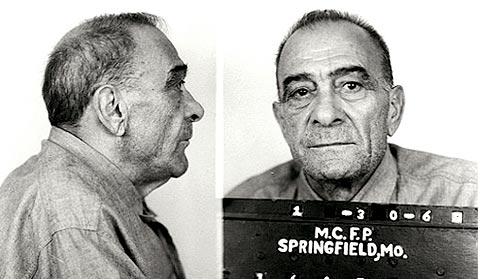
初代副ボスのヴィト・ジェノヴェーゼ。コステロとの抗争後、正式にボスとなる。

ジェノヴェーゼ一家またはジェノヴェーゼ・ファミリー（ジェノヴェーゼいっか、英：Genovese family）は、アメリカを拠点とするイタリア系（シチリア系）マフィア組織（コーサ・ノストラ）。ニューヨーク五大ファミリーの1つ。
20世紀初期に台頭したシチリア系マフィアのうち、1890年代に結成されたマフィアの走りともされるジュゼッペ・モレロのモレロ・ファミリーを源流とする。モレロ・ファミリーはコルレオーネ派であったが、1920年代に台頭して事実上組織を乗っ取ったジョー・マッセリアにより出身派閥に拘らずに組織は拡大し、ニューヨークの最大勢力となる。
1930年に始まるカステランマレーゼ戦争でマッセリアとモレロが暗殺された後に勝者のサルヴァトーレ・マランツァーノがニューヨーク・マフィアを再編する中で、マッセリアの部下であったラッキー・ルチアーノをボスとする五大ファミリーの一角として確立した（ルチアーノ・ファミリー）。その後、ルチアーノの国外追放や、幹部同士の内紛などを経て、1957年に初代副ボスのヴィト・ジェノヴェーゼがボスとなり、以降はボスが代替わりしても「ジェノヴェーゼ・ファミリー」と一般に呼称され続けている。

## 歴史

### 初期
1890年代シチリア島コルレオーネより移住したジュゼッペ・モレロが、マンハッタンのイースト・ハーレムを拠点に強請や紙幣偽造など組織的な犯罪活動を展開し、ハーレムやリトルイタリーにいたシチリア系ギャングを取り込んで一大勢力を築いた（モレロ一家）。モレロが収監された1910年代、派閥抗争や対カモッラ戦争で組織の求心力が低下する中、独自の派閥を作ったジョー・マッセリアが1922年に一家の主導権を握った。

### 禁酒法時代
1920年代、マッセリアはロウアー・マンハッタンを拠点に酒の密売で勢力を伸張し、パレルモ派閥の巨頭サルヴァトーレ・ダキーラと縄張りを争った。出所したモレロの支持をバックにハーレム、ブルックリン、ブロンクス、ニュージャージーなど各地のイタリア系ギャングを次々に傘下に加えた。シチリア出身者以外にイタリア本土南部出身者のグループを積極的に組織に加え、後に一般化する非シチリア系ギャングの組織流入のきっかけを作った。ニューヨークの外では、ライバルのダキーラが築き上げた保守的なマフィアネットワークを侵食し、反ダキーラ勢力を味方に付けてダキーラが支持する各地のマフィアボスへの反抗を煽った（マッセリアはシカゴのアル・カポネ、デトロイトのチェスター・ラマーレ、クリーヴランドのサルヴァトーレ・トダロなどを支援した）。1928年10月、ダキーラは暗殺され、かつてダキーラと対立関係にあった古参マフィアのアル・ミネオを通じて南ブルックリンを支配した。
1920年代後半、シチリア系カステラマレ派閥がサルヴァトーレ・マランツァーノを中心に北ブルックリンで急拡大すると対決姿勢を強め、1930年半ばに戦争状態に突入した（カステランマレーゼ戦争）。当初マッセリアはマンパワーで敵を圧倒したが、支持基盤のモレロやアル・ミネオらが相次いで暗殺されてシチリア保守派の後ろ盾を失うと、カステラマレ派の高い結束力を前に、内部離反者が相次いだ。1931年4月、マッセリアは部下の裏切りにより謀殺された。程なくラッキー・ルチアーノがボスを継いだ（ルチアーノ一家（現：ジェノヴェーゼ一家））。

### 五大ファミリー
マッセリアの死後、マランツァーノはニューヨークのマフィア勢力を、本人及びルチアーノを含むボス5人をリーダーとする五大ファミリーに整理し、自らを「ボスの中のボス」としたが、ルチアーノの考え方と相容れず、同年9月、ルチアーノに謀殺された。ルチアーノは、マフィア間の融和と地下潜伏化を推進し、ユダヤ系など多国籍ギャングとの合同組織マーダー・インクを立ち上げた。
ルチアーノ一家は、ニューヨーク各地のギャングを幅広く取り込んだマッセリアの勢力をそのまま継いだため、五大ファミリーで最大勢力となった。シチリア系が支配層だった従来のファミリーと異なり、副ボスヴィト・ジェノヴェーゼ、相談役フランク・コステロの他、ジョー・アドニス、ウィリー・モレッティらナポリ系、カラブリア系ギャングが一家のトップランクを占めた。イタリア系ギャングの組織集約が進む中、一家は酒の密輸や賭博ビジネスを推進してファミリーの黄金時代を築いた。

### ルチアーノからコステロへ
1936年ルチアーノの逮捕収監と、その後のジェノヴェーゼの国外脱出により、フランク・コステロが代理ボスとなった。コステロは、1930年代から1940年代にかけてルイジアナ、フロリダ、西海岸、ネバダなど全米各地にギャンブル事業を展開し、酒の密輸に代わる収益基盤を固めた。また豊富な資金を元にニューヨークの市政に食い込み、政界・司法界に影響力を広げた。コステロはメンバーに麻薬禁止令を出したが、それ以外はほぼ自由放任主義をとった。1946年2月、ルチアーノのイタリア強制送還に伴いコステロが正式にボスの座を継いだ。同年ニューヨーク市長となったウィリアム・オドワイヤーら政治家を買収し、一家は絶頂期を迎えた。

### 権力闘争
1946年6月、組織に復帰したジェノヴェーゼは副ボスの座を剥ぎ取られたが表立ってコステロと争わず、各縄張りを統率する幹部（ストリートボス）の支持を取り付けるためニューヨークやニュージャージーなど一家の拠点を奔走した。1950年代前半、コステロは上院のキーフォーヴァー委員会に召喚されたのをきっかけに世間の注目を浴び、税務当局に脱税で告訴されて短期の入出獄を繰り返した。1957年5月、コステロはジェノヴェーゼの配下ヴィンセント・ジガンテに狙撃され（軽傷）、ジェノヴェーゼは狙撃事件後直ちに幹部を集めてボス就任を宣言した。コステロを支持するアナスタシア一家（現：ガンビーノ一家）のアルバート・アナスタシアは水面下でジェノヴェーゼのボス就任を阻止しようと他のボスに働きかけたが、同年10月アナスタシアはジェノヴェーゼと通じた配下のカルロ・ガンビーノの裏切りにより暗殺され、コステロは正式に引退を表明した。同年11月、60人以上のマフィアが全米から参集したアパラチン会議はジェノヴェーゼやガンビーノのボス就任を内外に知らしめる会議と伝えられた。ジェノヴェーゼはボス就任後もコステロ勢力の復活を恐れ、幹部を監視した。

### ジェノヴェーゼ以後
1960年代初め、ジェノヴェーゼは麻薬取引で有罪となり収監されるが、獄中からファミリーを指揮した。1963年、部下のジョゼフ・ヴァラキがマフィアの正式メンバーとしては初めて沈黙の掟を破って証言し、マフィアの内部情報を暴露したことから、ジェノヴェーゼは他ファミリーから非難され、その権威は大きく損なわれた。ジェノヴェーゼの死後はボス代行のトーマス・エボリ、副ボスのジェラルド・カテナ、コンシリエーリのマイク・ミランダの三頭体制となったが、ファミリーはリーダーシップ不在の混乱を続け、最大最強のファミリーとしての地位をガンビーノ一家に譲るに至った。1970年代にガンビーノの盟友フランク・ティエリがボスとなり、ファミリーは再びかつての勢力を取り戻した。
その後、アンソニー・サレルノ、ヴィンセント・ジガンテと歴代ボスが相次いで逮捕されたが、ジェノヴェーゼ一家は幹部級でも次々と司法取引に応じる内通者を出す他の一家とは異なり、ほとんど司法への内通者を出すことなく統制がとれており、現在では再びガンビーノ一家に代わってニューヨーク最強のマフィアとしての勢力を維持している。

## 歴代ボス
- 1931年 - 1946年 チャールズ・"ラッキー"・ルチアーノ（ボス。1936年収監され、1946年イタリアへ強制送還）
- 1936年 - 1946年 フランク・"フランキー・ザ・プライムミニスター"・コステロ（ボス代理）
- 1946年 - 1957年 フランク・"フランキー・ザ・プライムミニスター"・コステロ（ボス。引退）
- 1957年 - 1969年 ヴィト・"ドン・ヴィト"・ジェノヴェーゼ（ボス。1959年収監される。1969年刑務所内にて死亡）
- 1969年 - 1981年 フィリップ・"ベニー・スクイント"・ロンバルド（引退）
- 1981年 - 2005年 ヴィンセント・"チン"・ジガンテ（ボス。1997年収監される。2005年12月19日、心不全により刑務所内で死亡）
- 2010年 - 現在 リボリオ・ベロモ